# Salmijärvi (sjö i Finland, Mellersta Österbotten)
Salmijärvi är en avskiljd del av sjön Salamajärvi i Finland.   Den ligger i Perho kommun i landskapet Mellersta Österbotten, i den centrala delen av landet, 300 km norr om huvudstaden Helsingfors. Salmijärvi ligger 180 meter över havet.